# Maciej Morawski
Pour les articles homonymes, voir Morawski.
Maciej Morawski (Mathias Morawski), né le 20 septembre 1929 à Poznań, en Pologne, mort le 6 juin 2021 à Paris,, est un journaliste polonais en France. 

## Biographie
Victime des atrocités nazies, il a souffert pendant des années de dépressions, il a notamment consulté plus tard à ce sujet le père Marc Oraison, médecin et prêtre catholique français. En France depuis novembre 1946. En arrivant à 17 ans à Paris il espérait pouvoir rentrer en Pologne après des études en France. Mais en 1948 il est devenu évident, que le retour n’est pas possible. A passé une période très Saint-Germain-des-Près, avant de devenir militant démocrate-chrétien. Il a fait des études à Paris et à Strasbourg, où il fut un brillant boursier du Free Europe College. En 1954 il fut dénoncé aux Américains comme ancien communiste (à Kościan en Pologne à l’âge de 15 ans) et comme homosexuel. Cette dénonciation a changé le cours de sa vie. Il n’a pas pu d’obtenir de bourse pour préparer un doctorat aux États-Unis. 
Quelques années plus tard en lui demandant de travailler avec eux, les dirigeants de la Free Europe lui ont dit : "la chasse aux sorcières de sénateur McCarthy est finie et il semble que vous avez été dénoncé par un agent de l’est. Mais surtout ne vous en occupez pas".
Il fut de 1965 à 1992 le correspondent de la section polonaise de la Radio Free Europe accrédité à Paris. Rendu célèbre en Pologne par ses interviews téléphoniques avec des personnalités telles que Lech Walesa etc.
Pendant des années il fut menacé par le régime communiste polonais et ses services. Son épouse n’a pas pu supporter cette tension et est tombée malade (le cas n’est pas unique. Quelquefois les épouses des militants de l’émigration et des journalistes de la RFE ont eu du mal à supporter ces tensions).
En janvier 2007 a paru en Pologne un livre sur Mathias Morawski intitulé : "Lacznik z Paryża - Rzecz o weteranie Zimnej Wojny" (L’homme qui assure le lien avec Paris – véteéran de la guerre froide) écrit par la jeune journaliste Teresa Maslowska avec l’aide de Waldemar Handke (historien spécialiste de problème de la police communiste - U.B.), et Jerzy Zielonka (journaliste, spécialiste de l’histoire de la région de Kościan).
Mathias Morawski était  le délégué de l’Association d’Amitié Pologne-France à Paris. Il était chevalier dans l’Ordre des Arts et Lettres et grand officier de l’Ordre de Polonia Restituta. Il siège dans des jurys littéraires.
Il était  le président de la section parisienne de l’Union des journalistes polonais (SDP) et du Fonds Humanitaire Polonais en France.
Il a vécu à Paris.